# Avenida Bosa
La Avenida Bosa o calle 59 Sur y calle 63 Sur, es una vía que recorre de norte a sur el suroccidente de Bogotá, en la localidad de Bosa.

## Trazado
Comienza en la Autopista sur con Carrera 75, avanza como Calle 59 sur, finalizando al norte en la Avenida El Tintal en el sector de Las Margaritas en Bosa, donde reanuda su trazado, aunque disminuido desde ahí hasta la Carrera 106, donde tiene proyectada una intersección con la Avenida Longitudinal de Occidente.

## Nombre, historia y futuro
Esta vía pasa por toda la localidad de Bosa de norte a sur, en la cual se inició su construcción a la par de la Terminal del Sur hasta la Agoberto Mejía y sucesivamente se amplió hasta las avenidas Ciudad de Cali y El Tintal (en esta última como parte del Sistema Guayacanes).
A futuro se planea modificar su intersección con la Autopista Sur como intercambiador que permita descongestionar el flujo que procede de y dirigido al municipio de Soacha, junto con su vecina Las Torres y unirla con el barrio Perdomo de la localidad de Ciudad Bolívar al sur hacia la Carrera 76.

## Barrios que la atraviesan
- Bosa la Amistad
- Jardines del Apogeo
- Bosa Centro
- José Antonio Galán
- Bosa La Sultana
- Clarelandia
- Bosa La Paz
- Villa Clemencia
- Santiago de las Atalayas
- Ciudadela El Recreo

## RutasSITPy otros

### Servicios alimentadores
G   Portal Sur - JFK Cooperativa Financiera (tramo sur)
- Ruta 10-1 Avenida Bosa: A lo largo de su trazado, sirve de desalimentación para los tres primeros paraderos y alimentación a los tres últimos comprendidos entre las Carreras 77k a 78L. Funciona en horas pico de 5:00 a 9:00 h y de 17:00 a 21:00 h[3]
- Ruta 10-4 Bosa Laureles: Tiene las mismas paradas que la ruta anterior solo en horas valle, dado que en horas pico esta en tránsito.[4][5]
- Ruta 10-5 Terminal Sur: Tiene por único paradero la Terminal del Sur, ya que está en tránsito hasta el giro de retorno de la Carrera 78, del cual regresa al Portal Sur - JFK Cooperativa Financiera.[6]

F   Portal Américas (tramo norte)
- 9-2 Metrovivienda: desde la Carrera 89b hasta la Carrera 91 en sentido ida en la parada n°6  y retorna hasta Carrera 104 en las paradas 12 al 15 en horas valle.[7]

### Corredor Bogotá-Soacha
Por esta avenida pasa la ruta del corredor de Transporte con Soacha desde la Avenida Agoberto Mejía (que lleva a su vez las rutas hasta Abastos) hasta la Autopista Sur, para diversos barrios de este municipio cundinamarqués así con Sibaté.